# 离宫增七
飛馬座71，又名BD+21 4952，HD 221615、SAO 91340、HR 8940，是飛馬座的一颗恒星，视星等为5.32，位于銀經100.25，銀緯-36.92，其B1900.0坐标为赤經23h 28m 27.5s，赤緯+21° -36.92′ 49″。